# Thoroughbreds Don't Cry
Thoroughbreds Don't Cry (bra Menino de Ouro) é um filme de comédia musical estadunidense de 1937 dirigido por Alfred E. Green e estrelado por Mickey Rooney e Judy Garland em seu primeiro filme juntos.

## Elenco
- Mickey Rooney ...Timmie Donovan
- Judy Garland ...Cricket West
- Sophie Tucker ...Mãe Ralph
- C. Aubrey Smith ...Sir Peter Calverton
- Ronald Sinclair ...Roger Calverton
- Forrester Harvey ...Wilkins
- Charles D. Brown ...'Click' Donovan
- Frankie Darro ...'Dink' Reid
- Henry Kolker ...'Doc' Godfrey
- Helen Troy ...Hilda
- Francis X. Bushman ...Racing Steward (sem créditos)
- Robert Homans ...Policial Higgins (sem créditos)